# Madonna della Scala (Correggio)
La Madonna della Scala è un affresco staccato trasportato su tela (196×141 cm) di Correggio, databile al 1523 circa e conservato nella Galleria Nazionale di Parma.

## Storia
L'affresco dovette essere realizzato dal Correggio tra il 1522 e il 1523: in origine era situato sulla facciata interna della porta orientale di Parma, detta di San Michele, quasi come saluto ai viandanti che uscivano dalla città per raggiungere Reggio Emilia.
Anche il Vasari ebbe modo di vederla e apprezzarne la fattura.
Nel 1555, in occasione dell'allargamento della cinta muraria voluta da papa Paolo III, l'edificio che ospitava sulle sue pareti il dipinto venne abbattuto e l'affresco, staccato con il suo supporto murario, venne trasferito in un vicino oratorio: la denominazione tradizionale dell'opera è giustificata dal fatto che a tale oratorio era possibile accedere solo tramite una scala.
Fra le testimonianze di viaggiatori che passando per Parma rimasero affascinati dalla Vergine della Madonna della Scala se ne ricordano due particolarmente curiose.  La prima si deve al nobile inglese Jens Wolff che nel 1785 visitando l'Oratorio della Scala dove sconcertato rilevò «l'assurdo effetto provocato dallo zelo di qualche ignorante fanatico il quale nella chiesa della Madonna della Scala ha inchiodato una corona d'argento sul capo della Vergine dipinto dal Correggio ed ha così sfigurato un'opera incomparabile con un atto della più grossolana inciviltà». La seconda si legge nelle pagine del romanzo di Madame de Staël, Corinne ou l'Italie.(1807), in cui descrive l'affresco di Correggio «…forse il solo pittore che sappia dare agli occhi abbassati una espressione altrettanto penetrante come se fossero levati al cielo. Il velo che egli cala sullo sguardo non toglie nulla al sentimento né al pensiero, ma dà loro un incanto di più: quello di un celestiale mistero. Il dipinto è prossimo a distaccarsi dal muro e si vede il colore quasi tremolante come se un soffio potesse farlo cadere.»
Dovendosi abbattere l'oratorio, il 4 dicembre del 1812 l'affresco venne staccato a massello e trasferito in Galleria: nel 1948 venne sottoposto a restauro, staccato dal suo supporto originale e trasferito su tela. Un nuovo intervento di restauro (1968) ha reso possibile l'eliminazione delle aggiunte arbitrarie.

## Descrizione e stile
L'opera mette in scena il rapporto affettuoso fra la Vergine e il Bambino, tema caro al Correggio e svolto con analoga freschezza in opere quali la Madonna del Latte e un angelo o la Madonna della Cesta. I due sono colti in un affettuoso abbraccio, che si risolve in una composizione a spirale, scorciata per una visione ottimale dal basso.